# Je, tu, il, elle
Pour plus de détails, voir Fiche technique et Distribution.
Je, tu, il, elle est un film franco-belge de Chantal Akerman sorti en 1974.

## Synopsis
Une jeune femme essaie de se retrouver en s'enfermant dans sa chambre, faisant le vide autour d'elle : meubles déplacés puis sortis. En rédigeant de nombreux brouillons pour une lettre, qu'elle destine à  son amante. Son alimentation se réduit au sucre en poudre. Elle quitte sa chambre, est pris en stop par un routier avec lequel elle partage son quotidien, puis rejoint son amante.

## Fiche technique
- Titre original : Je, tu, il, elle
- Titre anglais : I, You, He, She
- Titre néerlandais : Ik, jij, hij, zij
- Réalisation : Chantal Akerman
- Assistant-réalisateur : Paul Arias
- Scénario : Chantal Akerman[1],[2],[3], Eric de Kuyper[1],[2], Paul Paquay[1]
- Photographie : Bénédicte Delesalle[1],[3], Renelde Dupont[1], Charlotte Szlovak[1]
- Son : Samy Szlingerbaum[1],[2],[3], Alain Pierre[3]
- Mixage : Gérard Rousseau
- Montage : Luc Fréché[1],[3], Geneviève Luciani[1]
- Accessoiriste : Michel Fradier
- Production : Chantal Akerman
- Société de production : Paradise Films
- Société de distribution : Unité Trois, Olympic Films
- Pays d'origine :  Belgique,  France
- Langue originale : français
- Format : noir et blanc — 35 mm — 1,37:1 — son Mono
- Genre : drame
- Durée : 82 minutes
- Dates de sortie : 
  - Belgique : 1974
  - Italie : 6 septembre 1975
  - France : 17 novembre 1976

## Distribution
- Chantal Akerman : Julie
- Niels Arestrup : le camionneur
- Claire Wauthion : l'amie de Julie